# Maliniak (powiat ostródzki)
Maliniak (niem. Schertingswalde) – wieś w Polsce, położona w województwie warmińsko-mazurskim, w powiecie ostródzkim, w gminie Morąg.
W latach 1975–1998 wieś należała administracyjnie do województwa olsztyńskiego. 
Wieś leży w historycznym regionie Prus Górnych.
Wieś wzmiankowana w dokumentach z XVII w., jako wieś chłopska na 18 włókach (należała do miasta Morąga). W roku 1782 we wsi odnotowano 19 domów (dymów), natomiast w 1858 w 36 gospodarstwach domowych było 200 mieszkańców. W latach 1937–1939 było 213 mieszkańców. W roku 1973 wieś należała do powiatu morąskiego, gmina i poczta Morąg.